# Хат Яй
7°01′00″ пн. ш. 100°28′00″ сх. д. / 7.0166666666667° пн. ш. 100.46666666667° сх. д.
Хат Яй ( тай. หาดใหญ่) — місто на півдні Таїланду поблизу кордону з Малайзією. П'яте за величиною місто в Таїланді. Воно знаходиться за 946 км на південь від Бангкока.
Хат Яй є найбільшим містом провінції Сонгкхла та входить до агломерації Великий Хат Яй-Сонгкхла (агломерація з населенням близько 800 000 осіб), яка що найбільшою агломерацією на півдні та четвертою за величиною в країні. Місто часто помилково вважають столицею провінції. Насправді Сонгкхла є столицею та центром адміністрації та культури, тоді як Хат Яй є діловим центром.